# Who's That Girl – Live in Japan
Who's That Girl - Live In Japan je live videoalbum američke pjevačice Madonne. Album je izdan samo u Japanu pod Warner-Pioneer. Na albumu se nalazila snimka koncerta iz Tokija 22. lipnja 1987. za vrijeme Who's That Girl Tour.

## Formati
Album je izdan kao VHS, Laserdisc i CD kao dio ugovora s japanskom tvrtkom Mitsubishi.

## Popis pjesama
1. "Open Your Heart"
2. "Lucky Star"
3. "True Blue"
4. "Papa Don't Preach"
5. "White Heat"
6. "Causing a Commotion"
7. "The Look of Love"
8. Zajedno: 
  1. "Dress You Up"
  2. "Material Girl"
  3. "Like a Virgin"
9. "Where's the Party"
10. "Live to Tell"
11. "Into the Groove"
12. "La Isla Bonita"
13. "Who's That Girl"
14. "Holiday"